# Noah Sadiki
Noah Sadiki (Brussel, 17 december 2004) is een Belgisch, Congolees voetballer die sinds 2025 onder contract staat bij Sunderland AFC. Hij speelt als defensieve middenvelder. Sadiki debuteerde in 2024 in het Congolees voetbalelftal.

## Carrière
Sadiki is geboren en getogen in Laken te Brussel. Zijn ouders zijn afkomstig uit Congo. De jonge Noah speelde sinds zijn zes jaar bij de jeugd van RSC Anderlecht. Op 22 mei 2022 liet coach Vincent Kompany hem op zeventienjarige leeftijd debuteren in Eerste klasse A op de laatste speeldag van het seizoen tegen Club Brugge. Hij startte in de basiself en speelde de volledige wedstrijd. In het seizoen 2022/23 kwam hij in negentien wedstrijden in actie, maar een echte doorbraak als vaste pion in de hoofdmacht van paars-wit kwam er niet.

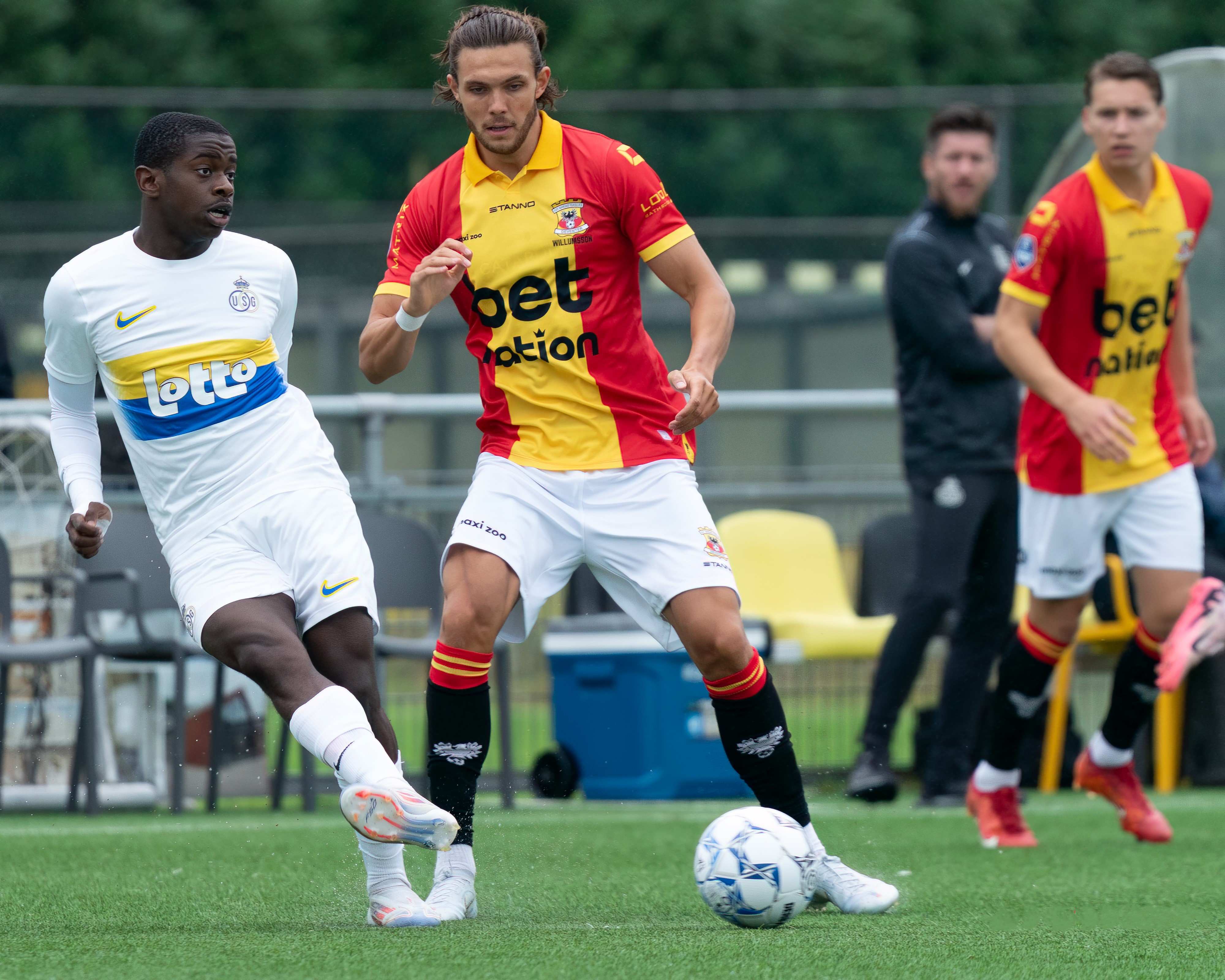
Sadiki in een oefenwedstrijd van Union tegen Go Ahead Eagles in 2024

In juli 2023 trok Sadiki naar Union Sint-Gillis, waar hij uitgroeide tot sterkhouder op het middenveld. Met Union won hij in 2024 de Beker van België en in 2025 de landstitel. De middenvelder werd een gegeerd doelwit op de transfermarkt.
Op 4 juli 2025 gaf Sunderland AFC hem een contract tot 2030. De promovendus in de Engelse Premier League betaalde 17 miljoen euro - plus 3 miljoen aan mogelijke bonussen - aan Union. Tien procent van het transferbedrag ging naar Sadiki's eerste club RSC Anderlecht, wat een afspraak was tussen beide Brusselse clubs bij doorverkoop van de middenvelder.

## Statistieken
| Seizoen         | Club              | Land            | Competitie      | Competitie | Competitie | Beker | Beker | Supercup | Supercup | Europees | Europees | Totaal | Totaal |
| Seizoen         | Club              | Land            | Competitie      | Wed.       | Dlp.       | Wed.  | Dlp.  | Wed.     | Dlp.     | Wed.     | Dlp.     | Wed.   | Dlp.   |
| --------------- | ----------------- | --------------- | --------------- | ---------- | ---------- | ----- | ----- | -------- | -------- | -------- | -------- | ------ | ------ |
| 2021/22         | RSC Anderlecht    | Vlag van België | Eerste klasse A | 1          | 0          | 0     | 0     | —        | —        | —        | —        | 1      | 0      |
| 2022/23         | RSC Anderlecht    | Vlag van België | Eerste klasse A | 12         | 0          | 1     | 0     | —        | —        | 5        | 0        | 17     | 0      |
| 2022/23         | RSCA Futures      | Vlag van België | Eerste klasse B | 14         | 0          | —     | —     | —        | —        | —        | —        | 14     | 0      |
| 2023/24         | Union Sint-Gillis | Vlag van België | Eerste klasse A | 37         | 0          | 5     | 0     | —        | —        | 11       | 0        | 53     | 0      |
| 2024/25         | Union Sint-Gillis | Vlag van België | Eerste klasse A | 2          | 0          | 0     | 0     | 1        | 0        | 0        | 0        | 3      | 0      |
| Carrière totaal | Carrière totaal   | Carrière totaal | Carrière totaal | 66         | 0          | 6     | 0     | 1        | 0        | 16       | 0        | 91     | 0      |

Bijgewerkt op 7 augustus 2024.

## Erelijst
| Beker van België   | 1x | 2023/24 |
| Jupiler Pro League | 1x | 2024/25 |
| Belgische Supercup | 1x | 2024    |

## Nationaal elftal
Sadiki speelde bij enkele Belgische nationale jeugdelftallen in 2022, maar koos een jaar later voor Congo-Kinshasa. Op 6 september 2024 debuteerde hij bij het Congolees voetbalelftal in de met 1-0 gewonnen interland tegen Guinee.